# پاتریک هوشر
پاتریک هوشر (انگلیسی: Patrick Heuscher؛ زادهٔ ۲۲ دسامبر ۱۹۷۶) بازیکن والیبال ساحلی اهل سوئیس است.